# 40 hours
40 hours was een Nederlandse stripreeks van scenarist Eric Hercules en tekenaar Dick Heins. De strip werd in 2018 stopgezet: er verschijnen geen nieuwe gags meer.
De strip verscheen sinds 2010 in het striptijdschrift Eppo. De gags verschenen in vier stroken op een pagina.

## Inhoud
De strip gaat over drie kantoormedewerkers. De jonge Mark, de luie Bert en hun diensthoofd Jensen. Jensen is ook een aantrekkelijke vrouw die (tijdelijk?) een relatie krijgt met Mark. Ook speelt een sprekende cactus een rol. De gags draaien rond toestanden op het kantoor en de relatie tussen deze drie personages.

## Albums
De gags zijn gebundeld in 4 albums.
1. Alleen tijdens de kantooruren	(2012)
2. U wordt doorverbonden (2014)
3. Bijna weekend! (2016)
4. Liefste collega (2018).